# Luis Fraga Pombo
Luis Fraga Pombo (Ferrol; 8 de junio de 1971) es un profesional independiente de la comunicación corporativa. Asesor en comunicación de varias organizaciones, se ha especializado en la creación de contenidos de marca, la formación de portavoces y el diseño y presentación de eventos corporativos.

## Biografía
Nacido en la ciudad gallega de Ferrol el 8 de junio de 1971, Luis tuvo sus inicios profesionales en la radio. A los 14 años realizó sus primeras prácticas profesionales en la emisora local de Antena 3 Radio en Bergantiños. Desempeñó su primer trabajo profesional en Radio Ferrol de la Cadena SER, donde presentó el magazine matinal de la emisora y la radio fórmula Los 40 principales. Desde allí volvió a la desaparecida Antena 3 de radio —hoy Radio Voz—, para realizar fundamentalmente los informativos regionales de Galicia —la edición gallega de El primero de la Mañana—, y programas especializados en política, agricultura o ciencia. Su último año en esta cadena lo vivió en Orense, como jefe de programas de la emisora.
En 1996 se produce el salto a la televisión. Se incorpora como reportero a Antena 3 Televisión en la delegación de Santiago de Compostela. Entre 1999 y 2004 se encarga de la edición y presentación del informativo territorial para Galicia de Antena 3. En el verano de 2004, Luis se traslada a Madrid para presentar Las noticias de la mañana, de Antena 3 Noticias. Durante ocho temporadas fue el rostro del informativo matinal de la cadena de San Sebastián de los Reyes, junto con profesionales como Lydia Balenciaga, Mónica Carrillo, Isabel Jiménez y Sandra Golpe. Entre 2012 y 2014 Luis Fraga es coeditor y editor web de Noticias fin de semana, de Antena 3. 
En julio de 2014 se hace cargo de la presentación del programa diario Boas tardes, en la Televisión de Galicia. En esta cadena también conduce las entrevistas del contenedor matinal Bos días. 
La comunicación de empresas e instituciones y la docencia en periodismo y comunicación centran la actividad profesional de Luis Fraga desde 2015.  
Como consultor, asesora y colabora con todo tipo de empresas y organizaciones en la formación de portavoces empresariales e institucionales, la creación de formatos televisivos y de contenidos, la gestión de la marca personal de profesionales y directivos y el diseño y la presentación de eventos.  
Licenciado en Geografía e Historia por la UNED y máster en Investigación Aplicada en Comunicación por la Universidad Rey Juan Carlos, es actualmente docente en Atresmedia Formación, grupo de comunicación en el que ha sido reportero, editor y presentador de los espacios informativos durante 20 años. Es también profesor de comunicación corporativa en la Nebrija. 
Es autor del libro ¿Quieres ser periodista? (Editorial Siruela, 2017), escrito junto con la periodista gallega María Solar.
- Datos: Q3395800
- Multimedia: Luis Fraga Pombo / Q3395800